# Wilhelm zu Wied (1876–1945)

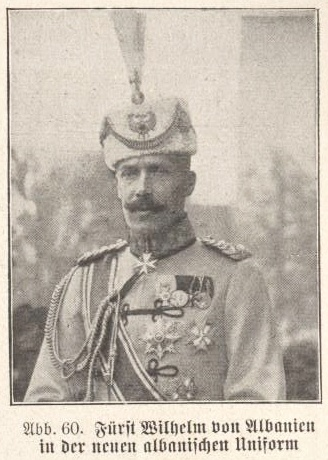
Prinz Wilhelm zu Wied als Fürst von Albanien in albanischer Uniform (1912)

Wilhelm Friedrich Heinrich Prinz zu Wied (albanisch Madhëria e Tij Princ Vidi, Skëndërbeu II i Shqipërisë „Seine Majestät Prinz Wied, Skanderbeg II. von Albanien“; * 26. März 1876 in Neuwied; † 18. April 1945 in Predeal, Rumänien) war ein deutscher Prinz und Offizier, der 1914 sechs Monate lang als Fürst von Albanien regierte.

## Leben
Wilhelm wurde als dritter Sohn von Wilhelm Fürst zu Wied und dessen Frau Marie von Oranien-Nassau, Prinzessin der Niederlande, in ein altes Adelsgeschlecht Deutschlands geboren, das Haus Wied. Wilhelm war Rittmeister in der preußischen Armee, als er von seiner Tante Elisabeth von Rumänien für das Amt des Fürsten von Albanien (albanisch princ) vorgeschlagen wurde. Nach langem Zögern und Verhandeln hatten die Großmächte 1913 auf der Botschafterkonferenz von London den albanischen Staat anerkannt, den die Albaner mit politischer und militärischer Hilfe Österreich-Ungarns nach der Niederlage des Osmanischen Reichs im Ersten Balkankrieg ausriefen. Die Großmächte bezweifelten, dass die Albaner sich selbst würden regieren können, und behielten sich deshalb das Recht vor, einen Fürsten zu ernennen. Zudem opponierte Russland gegen den albanischen Staat, weil es seinem Verbündeten Serbien einen Zugang zur Adria ermöglichen wollte. Die Wahl fiel schließlich auf einen deutschen Protestanten, der auch von Österreich-Ungarn favorisiert wurde. Österreich-Ungarn und Deutschland wollten mit der Einsetzung Wilhelms vermeiden, dass Italien oder Serbien Einfluss auf Albanien erlangten. Zudem glaubte man, dass ein Fürst, der keiner der in Albanien vertretenen Religionen angehörte, als Neutraler akzeptiert würde. Wilhelm zu Wied stimmte nach einigem Zögern auf Drängen seiner Frau zu. So reisten 18 Honoratioren Albaniens unter Führung von Essad Pascha Toptani nach Neuwied, um in einer Zeremonie am 21. Februar 1914 dem Prinzen zu Wied die albanische Krone anzubieten.

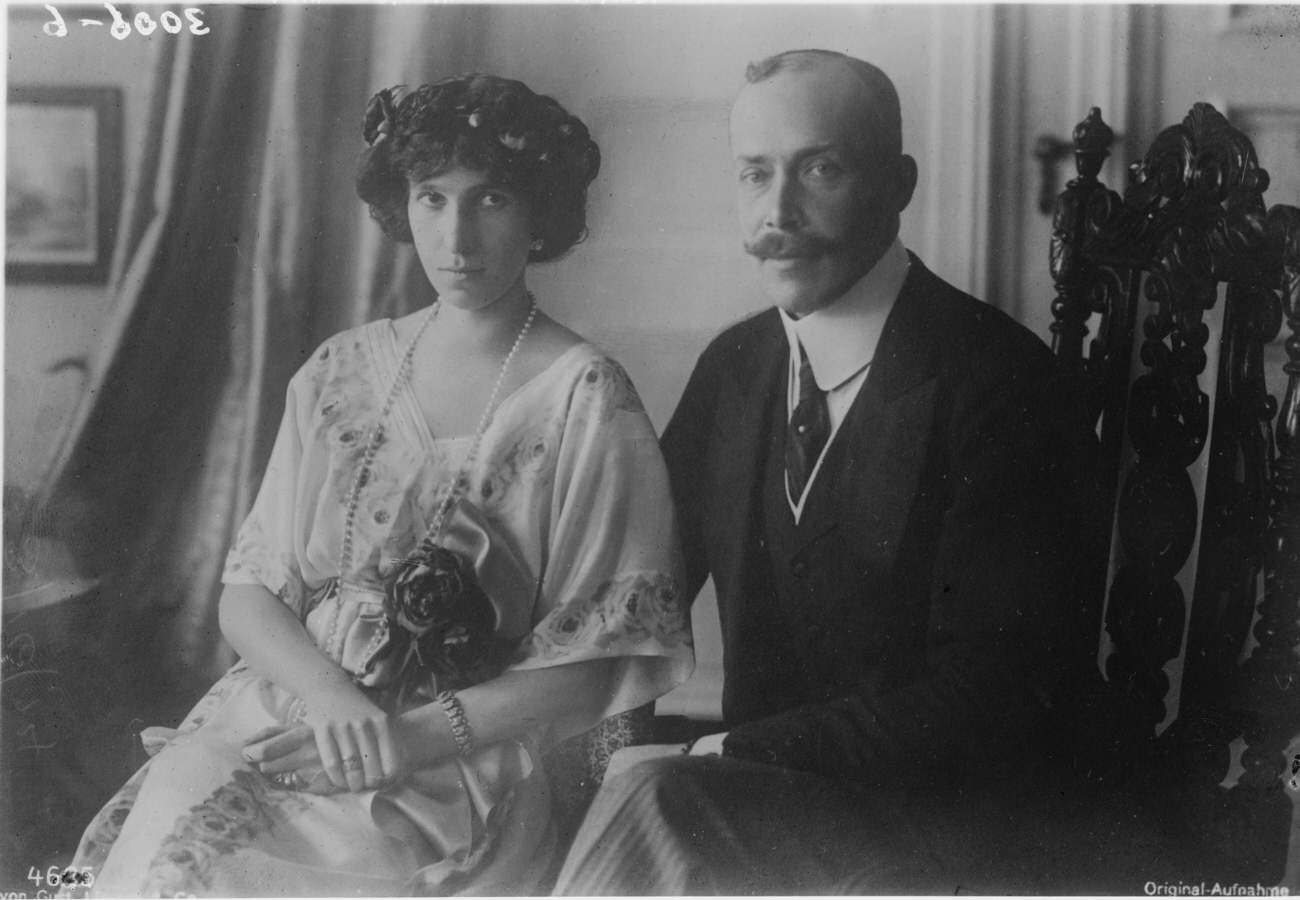
Prinz Wilhelm mit Ehefrau Sophie (ca. 1913)

Am 7. März 1914 betrat der Fürst Wilhelm I. mit seiner Frau Sophie von Schönburg-Waldenburg und den beiden Kindern in Durrës, wo er residieren sollte, erstmals albanischen Boden. Das Land, das ihm anvertraut worden war, war sehr arm und verfügte über keine nennenswerte Infrastruktur oder Verwaltung. Wenn auch für albanische Verhältnisse recht luxuriös, waren die Verhältnisse im Schloss im Vergleich zu anderen europäischen Residenzen und zu Wilhelms Elternhaus bescheiden. Es handelte sich um ein zweistöckiges Haus mit einigen Zimmern rund um einen Innenhof mitten in der Stadt.
Vom Land und den lokalen Verhältnissen wusste er sehr wenig, so dass er auf Berater angewiesen war. Es gelang ihm nicht, schnell beim Volk und den albanischen Machthabern Ansehen zu gewinnen, so dass die Machtkämpfe von albanischen Lokalherren und ausländischen Staaten, von deren finanzieller, politischer und militärischer Unterstützung er abhängig war, bald den Alltag beherrschten: Im Süden versuchten die Griechen, an Einfluss zu gewinnen, einige albanische Führer, allen voran sein Innen- und Kriegsminister Essad Pascha, erstrebten selbst den Thron, und Muslime aus Mittelalbanien erhoben sich gegen die Regierung und griffen die Hauptstadt an. Mit dem Ausbruch des Ersten Weltkriegs wurde die Lage noch auswegloser. Als der Fürst am 3. September 1914 Albanien verließ, hatte er es nach Meinung einiger Landeskundiger erstaunlich lange ausgehalten. Ähnlich urteilte der spätere albanische Ministerpräsident und Bischof Fan Noli mit der Bemerkung, Fürst Wilhelm könne nur kritisiert werden, weil es ihm nicht gelungen sei, Wunder zu vollbringen. In der Folge lebte er im Haus seines Kabinettsrats Karl von Stockhausen.

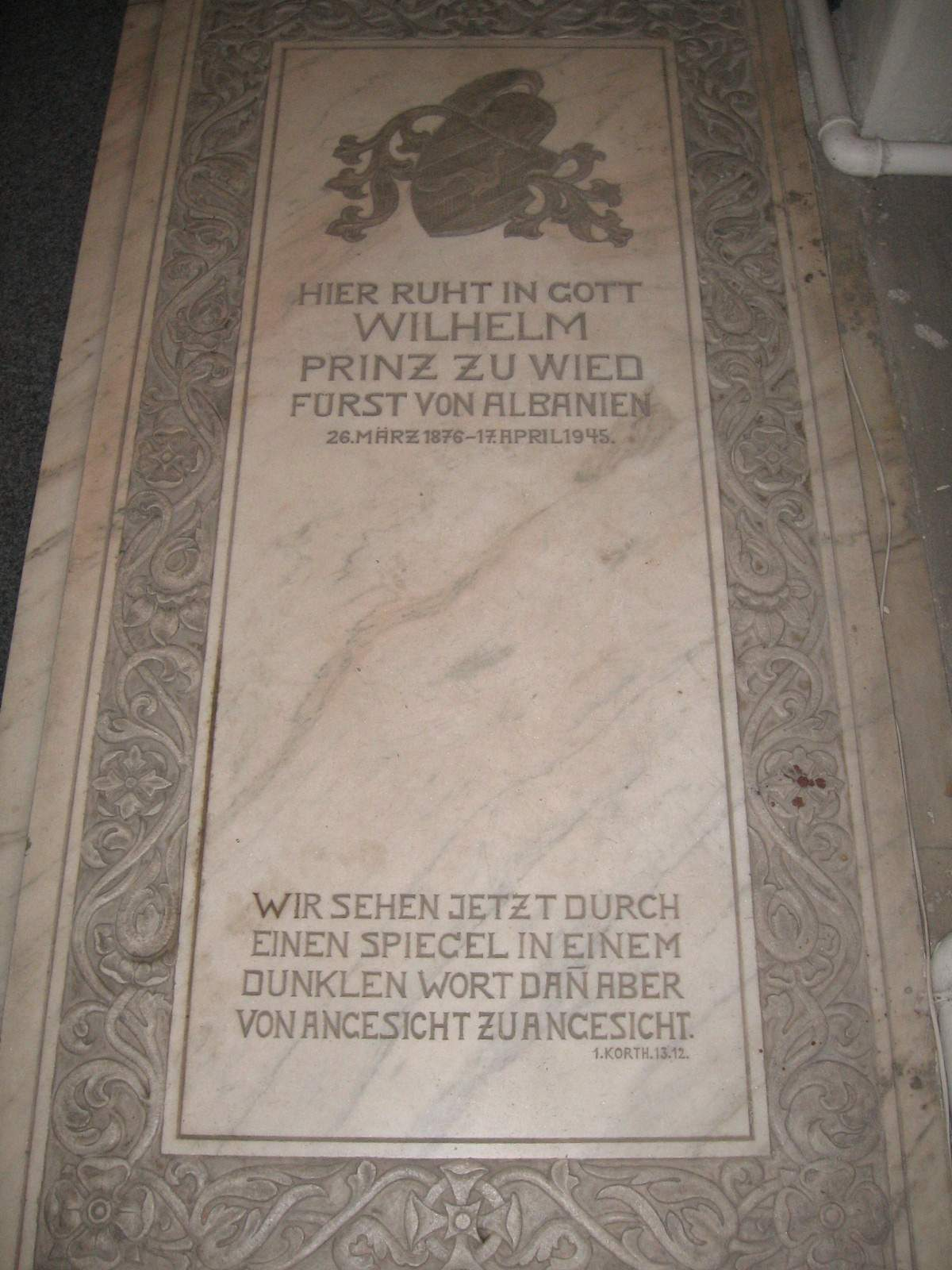
Wieds Grabstein in der Evangelischen Kirche A. B. in Bukarest

Wilhelm hatte nie als Fürst von Albanien abgedankt. 1917 verlangte er in einer Denkschrift noch einmal seine Wiedereinsetzung. Damals kämpfte er wieder als preußischer Offizier. Im April 1918 nahm er seinen Abschied. Seit 1925 lebte er in Rumänien, wo er 1945 verstarb. 1928 wurde in Albanien wiederum eine Monarchie, das Königreich Albanien, ausgerufen, in dem jedoch statt Wilhelm der vormalige Präsident Ahmet Zogu als Zogu I. herrschte.
Das Grab Wilhelms zu Wied befindet sich in der evangelischen Kirche Augsburger Bekenntnisses (A.B.) in Bukarest.

## Nachkommen
Die Kinder aus seiner am 30. November 1906 in Waldenburg (Sachsen) geschlossenen Ehe mit Prinzessin Sophie von Schönburg-Waldenburg (1885–1936) sind:
- Marie Eleonore (* 1909; † 1956 in einem rumänischen Internierungslager in Miercurea Ciuc), ⚭ in erster Ehe 1937 mit Oberleutnant Alfred Prinz von Schönburg-Waldenburg (1905–1941), ab 1949 mit dem rumänischen Berufstennisspieler Ion Octavian Bunea (1899–1977 oder später)[4]
- Karl Viktor (1913–1973), Jurist, verheiratet 1966 mit Eileen Johnston (* 3. September 1922 in Chester, England; † 1985); ⚭ in erster Ehe am 6. November 1943 in New York André de Coppet[5]